# 이동순
이동순(1950년 6월 28일 ~ )은 대한민국 시인이자 문학평론가이다.

## 생애
경상북도 김천에서 태어나 경북대학교 국문학과 및 대학원을 졸업했다.
1973년 동아일보 신춘문예에 시 〈마왕의 잠〉이 당선되어 등단했으며, 1989년에는 동아일보 신춘문예에 문학평론이 당선되었다. 충북대학교 국문학과 교수를 지냈고, 2012년 현재 영남대학교 국어국문학과 교수이다.
시집 개밥풀, 물의 노래, 지금 그리운 사람은, 철조망 조국, 그 바보들은 더욱 바보가 되어간다, 봄의 설법, 꿈에 오신 그대, 가시연꽃, 기차는 달린다, 아름다운 순간, 미스 사이공, 마음의 사막, 발견의 기쁨, 묵호 등 14권을 발간하였다. 2003년 민족서사시 홍범도(전5부작10권)을 발간하였다. 시선집 맨드라미의 하늘, 그대가 별이라면, 숲의 정신 등을 발간하였다.
평론집 민족시의 정신사, 한국인의 세대별 문학의식. 시정신을 찾아서, 잃어버린 문학사의 복원과 현장, 우리 시의 얼굴찾기, 달고 맛있는 비평 등을 발간하였다. 에세이 시가 있는 미국기행. 실크로드에서의 600시간, 번지없는 주막-한국가요사의 잃어버린 번지를 찾아서, 마음의 자유천지-가수 방운아와 한국가요사 등을 발간하였다.
분단 이후 최초로 백석의 시전집을 발간하고, 문학사에 시인을 복원시켰다. 이후 권환, 조명암, 이찬, 조벽암, 박세영 등의 시전집을 잇따라 발간함으로써 분단으로 잊혀진 매몰시인을 집중적으로 발굴했다.
대구MBC 라디오에서 “이동순의 재미있는 가요이야기”(2003년∼2008년) 프로의 MC로 활동했으며, 미국 워싱턴 소재 자유아시아방송(RFA)의 “남북이 같이 듣는 노래”프로에 매주 고정 출연하고 있다.

## 수상 경력
1986년 제5회 신동엽창작기금을 받았다. 2001년 제1회 김삿갓문학상, 제15회 금복문화예술상을 받았다. 2003년 제8회 시와시학상, 2004년 제44회 경북문화상, 2010년 제22회 정지용문학상 등을 받았다.
김남조 시인은 정지용문학상 심사평에서“시의 현장감이 좋았고 거기에 투사된 시인의 모습과 자의식의 독백 같은 것이 모두 적절히 표현됐다”라고 평가했다.

## 작품

### 시집
- 《개밥풀》(1980년, 창작과 비평사) - 첫 시집
- 《물의 노래》(1983년, 실천문학사) -두 번째 시집
- 《지금 그리운 사람은》(1986년, 창작사) - 세 번째 시집, 《봄의 설법》(1995년, 창비), 《맨드라미의 하늘》(1988년, 문학사상사), 《꿈에 오신 그대》, 《철조망 조국》(1991년, 창비), 《그 바보들은 더욱 바보가 되어간다》, 《가시연꽃》(1999년, 창비)

### 저서(편저)
- 《백석시전집》(1987년, 창비)
- 《조명암 시전집》(1993년 선출판사)
- 《민족시의 정신사》(1996년, 창비)
- 《번지 없는 주막-한국가요사의 잃어버린 번지를 찾아서》-가요에세이
- 《깜박 잊어버린 그 이름》(1998년, 솔) - 시인 권환 시집

## 참조
1. ↑  진용숙기자 (2010년 8월 20일). “이동순 시인과 함께 ‘노래로 듣는 한국문학사’”. 경북일보. 2010년 12월 27일에 확인함.[깨진 링크(과거 내용 찾기)]